# Les Halles
Les Halles är en tunnelbanestation i Paris tunnelbana på linje 4.
Ursprungliga stationen invigdes 1908 men stationen byggdes om samt flyttades år 1977 och blev då sammanbyggd med pendeltågsstationen Châtelet-Les Halles samt tunnelbanestation Châtelet genom långa underjordiska gångtunnlar.

## Bilder

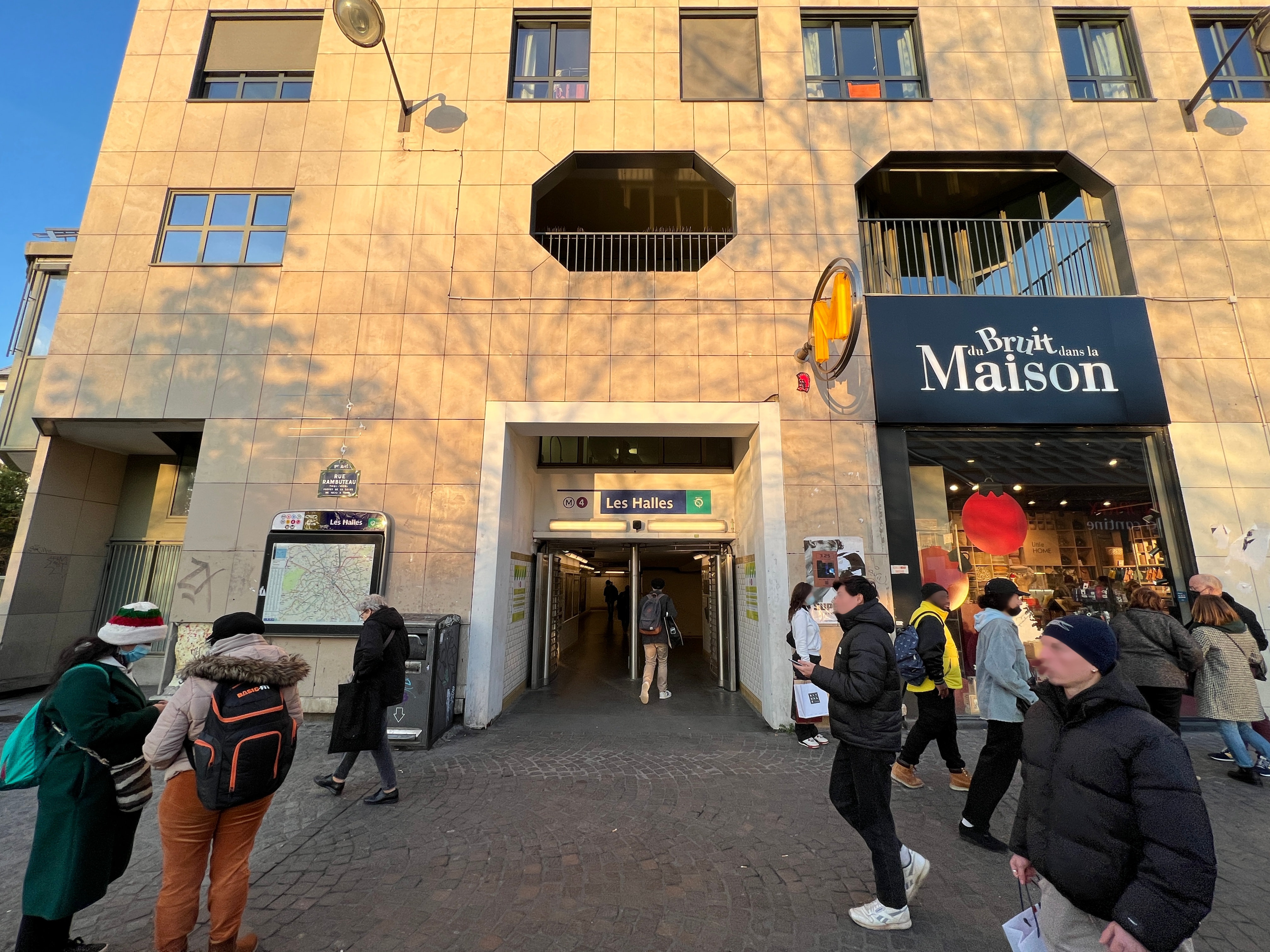
Entrén till stationen
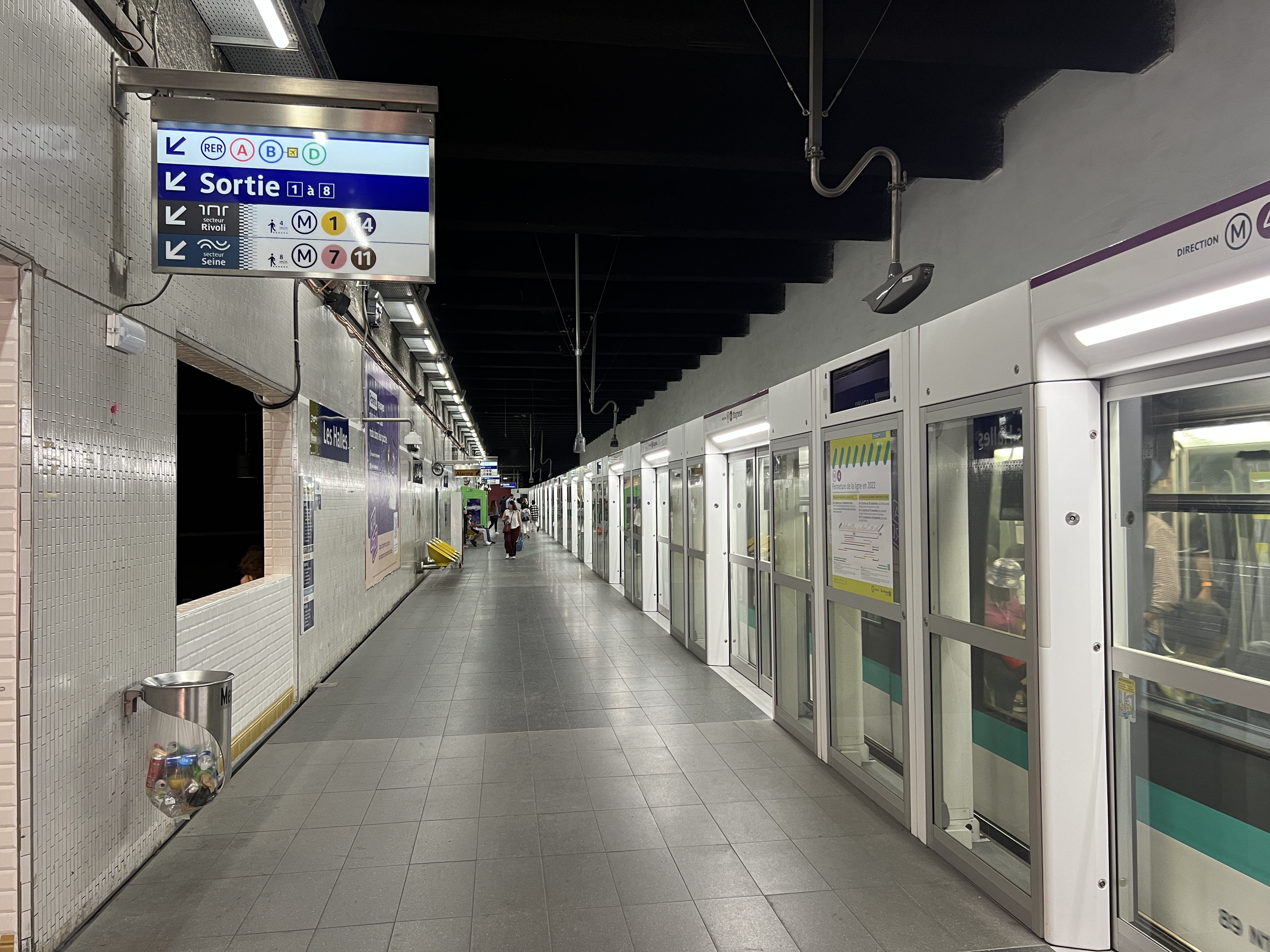
Perrongen
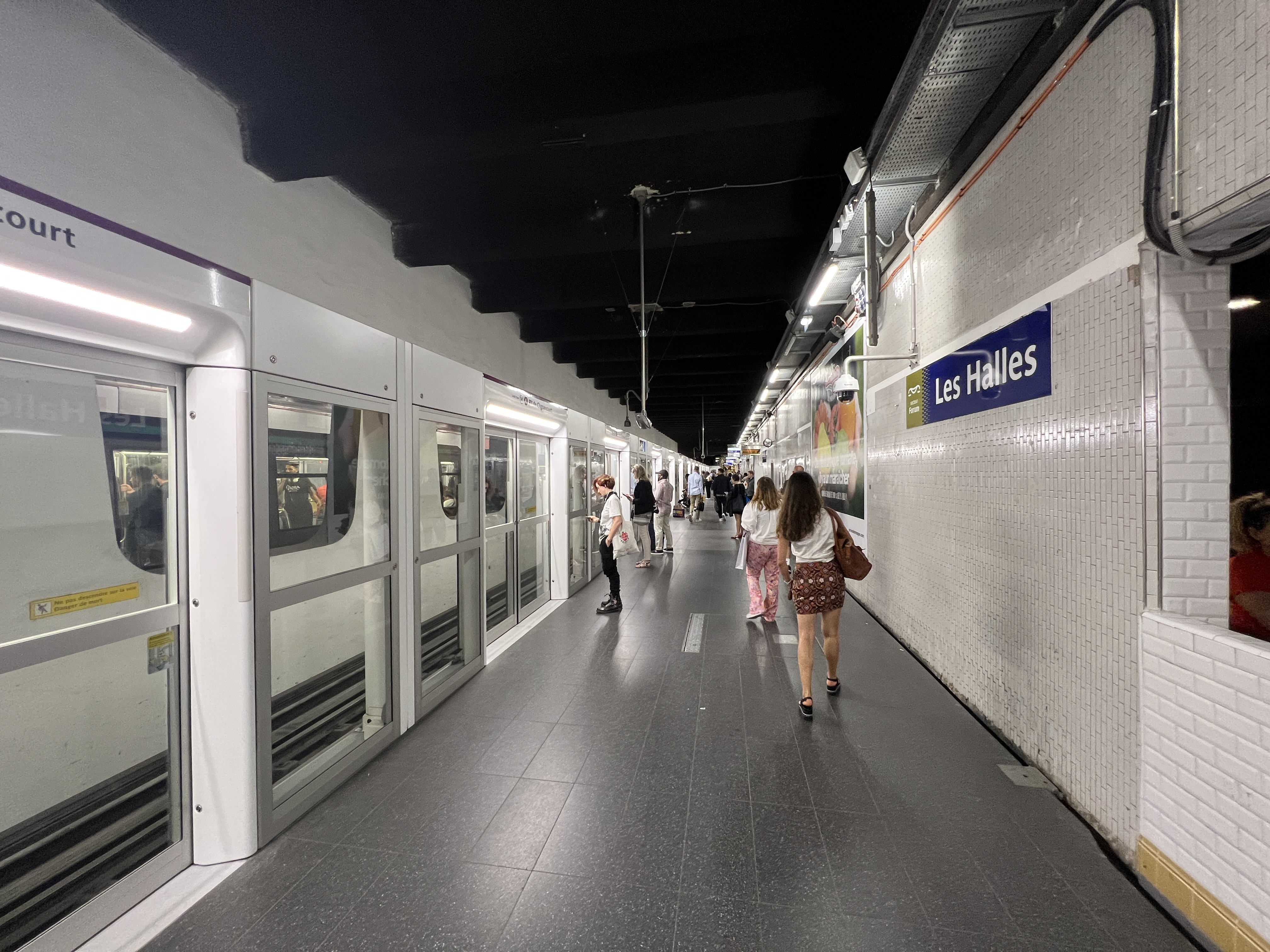
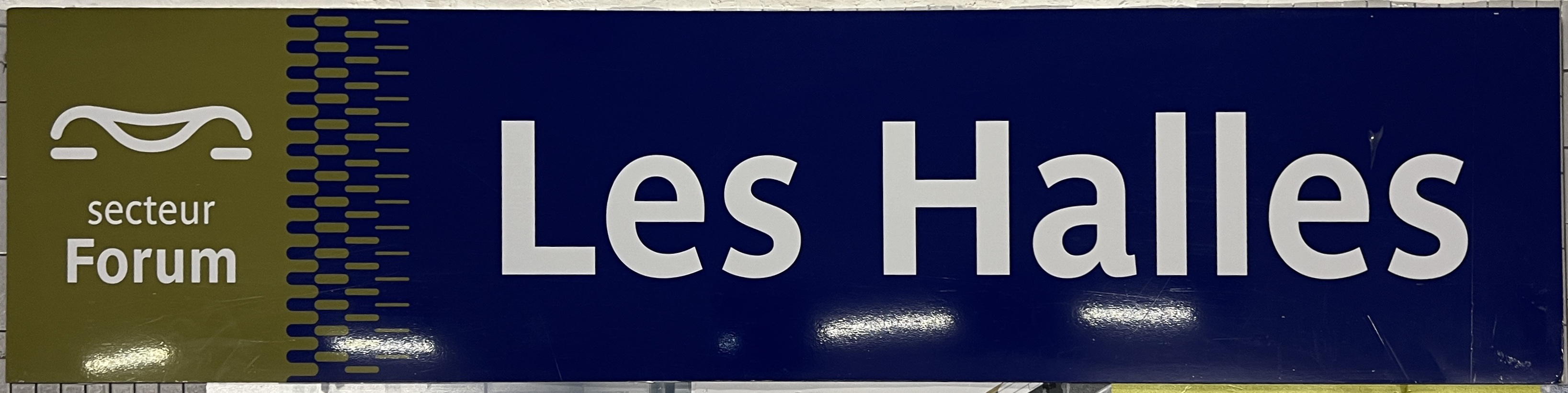